# Jutranja zarja (roman)
Jutranja zarja (angleško Breaking Dawn) je naslov četrtega, zadnjega romana iz serije Somrak pisateljice Stephenie Meyer.

## Zgodba
Jutranja zarja se začne z Edwardovo in Bellino poroko. Medene tedne preživljata na Esminem otoku, otoku, ki ga je Carlisle podaril Esme za poročno darilo. Na njuno poročno noč se prvič ljubita in zjutraj je Bella polna modric, Edward pa je ves obupan. Obljubi ji, da se dokler je človek, ne bosta več ljubila, vendar obljubo prelomi. Bella na medenih tednih zanosi.
Edward in Bella se odpeljeta nazaj v Forks in Edward jo skuša prepričati v splav, vendar Bella ni za. Pri tem jo podpira tudi Edwardova posvojena sestra, Rosalie Hale, vendar Edward ni prepričan, če Rosalie želi Belli samo najboljše. Kmalu pa tudi Edward vzljubi otročička, saj lahko sliši, kaj misli (Edward lahko bere misli).
Bella ob porodu skoraj umre, vendar jo Edward še pravi čas spremeni v vampirko. Rodi deklico, Renesmee Carlie Cullen. Nekaj časa se Bella ne sme približati Renesmee, saj bi jo lahko ogrožala (Renesmee je napol vampir, napol človek), zato z njo večino časa preživi Rosalie. Belli povejo samo za Renesmeeinino nenavadno hitro rast in tako fizično kot psihično razvijanje. Ko pa Bella Renesmee prvič vidi, ugotovi, da je volkodlak Jacob Black, ki je bil do Renesmeeninega rojstva zaljubljen v Bello samo, z Renesmee doživel vtisnjenje - postopek, pri katerem volkodlaki najdejo dušo dvojčico. Tudi to, da je Jacob Renesmee nadel vzdevek po pošasti iz Ness Locha in jo od takrat dalje vsi kličejo Nessie, Belli ni niti najmanj po godu.
Jacob ustanovi svoj trop volkodlakov in se upre Samu Uleyju, dotakratnemu voditelju tropa volkodlakov iz Forksa. Temu se kmalu za tem pridružita Leah in Seth Clearwater: Seth zato, ker je Jacob njegov vzornik, številka ena in zagotovo pred Samom, Leah pa zato, da bi prebolela nesrečno razmerje, ki ga je imela s Samom in da bi varovala mlajšega brata.
Vampirka Irina napačno obvesti Volturijeve (nekakšna kraljeva družina vampirjev), da je Renesmee nesmrten otrok (to so vampirji, ki so jih kot otroke spremenili in se nikoli ne postarajo, torej nikoli ne odrastejo ter se ne znajo obvladovati: ko je razsajala kuga je veliko vampirjev majhne dojenčke spremenilo v vampirje, vendar so to prepovedali). Ko Volturijevi prispejo v Forks, da bi uničili tako Renesmee, kot Cullenove in Bello, pa jim Cullenovi in njihovi prijatelji dokažejo, da Renesmee ni nesmrten otrok. Volturijevi odidejo in Edward in Bella lahko končno zaživita skupaj s hčerko.
Knjiga je bila napisana v treh delih: prvi del je bil napisan iz Bellinega zornega kota, zato mu je naslov Bella, drugi del nam pripoveduje Jacob, zato mu je tudi naslov Jacob in zgodbo tretjega dela spet gledamo iz Bellinih oči, zato mu je naslov Bella.

## Izid
Revija Entertainment Weekly je natisnila majhen del Jutranje zarje še pred izidom knjige in sicer na petek, 30. maj 2008. Stephenie Meyer je dovolila natisniti tudi eno izmed poglavij iz romana tri tedne pred izidom, ena izmed kopij pa se je pojavila tudi na uradni spletni strani Stephenie Meyer same.

## Naslovnica
Naslovnica romana Jutranja zarja je metafora za Belline spremembe med vso zgodbo: na naslovnici je šahovska kraljica, kar pa naj bi pomenilo, da je Bella začela kot najšibkejša (vprimerjavi z volkodlaki in vampirji), kot kmet, končala pa kot najmočnejša, kot kraljica.

## Kritike
Nekaterim bralcem je bil roman Jutranja zarja všeč, drugi pa so ga zasovražili že s prvim poglavjem.

V članku revije The Daily News Tribute je Margaret Smith napisala: »Lahko se zaljubiš v začasno premikanje občutljivosti - vendar se nekaj v tem romanu bori, da bi bralec našel svetlobo v njihov svet teme.«